# Vineland (Nova Jersey)
Vineland és una població dels Estats Units a l'estat de Nova Jersey. Segons el cens del 2007 tenia 58.505 habitants.

## Demografia
Segons el cens del 2000, Vineland tenia 56.271 habitants, 19.930 habitatges, i 14.210 famílies. La densitat de població era de 316,3 habitants/km².
Dels 19.930 habitatges en un 33,9% hi vivien nens de menys de 18 anys, en un 48,8% hi vivien parelles casades, en un 16,8% dones solteres, i en un 28,7% no eren unitats familiars. En el 23,7% dels habitatges hi vivien persones soles l'11,2% de les quals corresponia a persones de 65 anys o més que vivien soles. El nombre mitjà de persones vivint en cada habitatge era de 2,7 i el nombre mitjà de persones que vivien en cada família era de 3,17.
Per edats la població es repartia de la següent manera: un 25,7% tenia menys de 18 anys, un 8,3% entre 18 i 24, un 29% entre 25 i 44, un 22,9% de 45 a 60 i un 14,2% 65 anys o més.
L'edat mediana era de 36 anys. Per cada 100 dones de 18 o més anys hi havia 86,9 homes.
La renda mediana per habitatge era de 40.076 $ i la renda mediana per família de 47.909 $. Els homes tenien una renda mediana de 35.195 $ mentre que les dones 25.518 $. La renda per capita de la població era de 18.797 $. Aproximadament el 9,8% de les famílies i el 13,8% de la població estaven per davall del llindar de pobresa.

## Poblacions més properes
El següent diagrama mostra les poblacions més properes.